# Леонардо III Токко
Леонардо III Токко — последний правитель Эпирского царства и граф Кефалинии и Закинфа с 1448 по 1479 годы. Как и его отец, Карло II Токко, Леонардо также использовал титул деспота, хотя этот титул официально никогда не был присвоен ему Византийской империей.

## Происхождение
Леонардо III Токко был сыном царя Эпира, графа Кефалинии и Закинфа и правителя Лефкаса Карло II Токко и Раймондины Вентимилья.

## Предыстория
Эпирский деспотат был одним из византийских государств-преемников, основанных в 1204/1205 годах после Четвёртого крестового похода, в ходе которого Византийская империя распалась, а на её месте крестоносцы создали Латинскую империю. Первоначально деспотией управляла византийская семья Комнинов Дук, являвшаяся ответвлением правившей Византией с 1185 по 1204 год династии Ангелов, но в 1318 году престол попал в руки итальянской семьи Орсини в 1318 году, пока государство в 1340-х годах не было побеждено Сербской империей.
Хотя после этого различные местные правители претендовали на титул «деспота», деспотат не был восстановлен в чём-то близком к своей первоначальной форме до начала XV в., когда итальянский дворянин Карло I Токко начал расширять свои владения. Он был сыном Леонардо I Токко, которому Неаполитанское королевство пожаловало титул пфальцграфа Кефалонии и Закинфа. Дядя Карло I Исав де Буондельмонти, правивший городом Янина как деспот, умер в 1411 году. В то время городом владела его жена Евдокия Балшич, но из-за её непопулярности она была свергнута местными жителями, которые обратились к Карло. Всего через два месяца после смерти Исава Карло I триумфально въехал в Янину. Он почти сразу принял титул деспота, хотя местные жители настаивали на том, чтобы Карло добивался признания этого титула от византийского императора. В 1415 году приняв брата Карло I Леонардо II Токко в качестве эмиссара, император Мануил II Палеолог (пр. 1391—1425) официально признал Карло I деспотом в 1415 году. Карло I рассматривал свой титул как предоставление права на земли, которыми раньше правили Комнины Дуки и Орсинию В 1416 году он захватил старую столицу деспотии Арту.
Леонардо III Токко был старшим сыном и наследником Карло II Токко, племянником и преемником Карло I. Матерью Леонардо была Раймондина Вентимилья, дочь итальянского барона Джованни Вентимилья.

## Биография

### Восхождение на престол и ранние годы
.

Заоевания Карло I Токко

Леонардо был ещё несовершеннолетним, когда 30 сентября 1448 года умер его отец. Без сильного лидера, четыре губернатора, которых Карл II назначил для формирования регентского совета при своём сыне (Якобус Россо, Андреас де Гвидо де Стрионе, Гаэтий де Санта-Колумба и Маринус Милиарес) ожидали помощи с другой стороны Адриатического моря в защите земель Токко от османов. Некоторые обращались за помощью к Венецианской республике, один губернатор даже предлагал продать свой остров венецианцам, в то время как другие обращались к неаполитанскому королю Альфонсо V из-за прежних связей между этой страной и семьёй Токко. Хотя Венеция вступила в переговоры об отправке помощи, османы нанесли удар до того, как удалось заключить соглашение. Столица деспотата Арта была захвачена османами 24 марта 1449 года, после чего все материковые владения Леонардо, за исключением поселений Воница, Варнацца и Ангелокастрон, были аннексированы. Впоследствии османы называли эти земли Karli-Ili (земля Карло) в честь Карло I.
Хотя утрата материковых владений делало очевидной угрозу дальнейшего османского завоевания, Венеция и Неаполь не оказали большой помощи. Альфонсо, по-видимому, считал Леонардо своим вассалом, а Венеция не захотела помочь, когда стало ясно, что Леонардо и его регенты не желают обменивать помощь Венеции на уступку им Закинфа или других оставшихся владений, а также на разрешение Венеции управлять островами во время его несовершеннолетия. Тем не менее Леонардо в конце концов удалось заручиться защитой Венеции, также он стал почетным гражданином республики. Когда владения Леонардо действительно находилось под угрозой, Венеция тратила свои ресурсы на обеспечение их безопасности. Например, в 1463 году из-за многочисленных инцидентов с участием османских кораблей у островов Леонардо привели к отправке венецианской флотилии для наблюдения за ситуацией, демонстрации власти и обеспечения защиты местного населения. Однако венецианская защита также часто была лишь номинальной, и многие просьбы Леонардо о помощи отклонялись.

### Борьба с османам
После падения Арты во владениях Токко несколько лет царил мир, и даже скудные владения на материке были свободны от османских вторжений. Почему османы оставили Леонардо в покое, неизвестно. Современники объясняли это «волей Бога», хотя это более вероятно из-за озабоченности османов завоеванием других балканских владений в этот период. Хотя Леонардо никоим образом не был могущественным правителем, он пытался противостоять подъёму Османской империи. В шаге, который историк Уильям Миллер описал в 1908 году как чрезмерно «патриотический» или «неполитичный», Леонардо присоединился к албанскому правителю Скандербегу в свержении османского сюзеренитета в 1460 году. Результаты были катастрофическими, поскольку Леонардо потерял две из трех своих крепостей на материке, сохранив за собой только Воницу. Согласно одному сообщению, это привело к его заточению в Коринфе, откуда он якобы предпринял дерзкий побег с помощью корсара. Несмотря на то, что Леонардо потерял контроль практически над всем материком, он все ещё пользовался поддержкой латинского населения своих бывших земель и активно стремился вернуть их. В 1463 году он услышал, что Венеция готовит экспедицию для завоевания Мореи, которая была византийским окраинным государством до её падения перед османами в 1460 году. Узнав об этом, Леонардо обратился к Венеции с просьбой помочь ему вернуть свои материковые владения, хотя эта схема в конечном итоге ни к чему не привела.
Ко времени первой турецко-венецианской войны (1463—1479) Леонардо был одним из последних независимых латинских правителей Греции. Затянувшийся процесс османского завоевания Греции и остальных Балкан, а также непрекращающиеся боевые действия сделали островное царство Леонардо убежищем для тысяч христианских беженцев, которым было позволено жить в своих собственных, несколько автономных общинах. Леонардо также в некоторой степени участвовал в продолжающейся войне, выступая в качестве посредника между Венецией и османами и время от времени отправляя военную помощь венецианским силам. Восторженный прием беженцев и отсутствие внимания со стороны османов привели к тому, что даже в то время как материк был опустошен войной, острова Леонардо процветали в мире. Посещавший острова византийский историк Георгий Сфрандзи обнаружил, что они наслаждаются периодом мира, когда Леонардо стал самостоятельным лордом после казни четырёх регентов. Посетивший спустя несколько десятилетий после падения государства Токко испанский историк Херонимо Сурита-и-Кастро отмечал, что процветание островов давало Леонардо право по праву называться королем, а не простым деспотом или пфальцграфом. Рассказ Зуриты о Леонардо как о независимом и процветающем правителе, который частично подтверждается некоторыми другими записями современников, привел к тому, что многие ученые охарактеризовали все правление Леонардо как период процветания и мира, но это далеко не полная картина, учитывая, что в других сообщениях этот период описан как катастрофа, закончившаяся османским завоеванием. Хотя большая часть сохранившихся свидетельств действительно указывает на то, что Леонардо был мудрым и энергичным правителем, его царство страдало от внешних угроз в виде османов и Венеции, а также от внутренних проблем, и оказалось неспособным избежать натиска турок, как и другие балканские страны XV века.
Во время правления Леонардо управление его островами было эффективно организовано. У него было несколько казначеев, а также финансовые служащие, которых называли «прокурорами». Гражданскую и судебную администрацию возглавляли вице-регенты или капитаны, по одному на каждый остров. Хотя Леонардо предложил значительную поддержку местной католической церкви, основанной с момента перехода островов к Орсини, он также старался не пренебрегать православной церковью, поскольку опасался перехода греков на сторону турок и их возможного совместного заговора. В 1452 году Леонардо возродил православное епископство Кефалонии, пустовавшее с момента прихода Орсини, назначив нового православного епископа с юрисдикцией над островами Закинф и Итака. Леонардо также начал нанимать большее количество греков в свою администрацию и издавать хартии на греческом языке. Хотя Леонардосделал несколько уступок грекам, многие из его православных подданных продолжали считать его тираном. Жители государства Токко страдали от некоторых проблем из-за внутренних разногласий, вроде случившихся в 1468 году разграбления города на Закинфе жителями Корфу, и серии задевших острова сильных землетрясений в 1469 году.

### Утрата владений
Первой женой Леонардо, на которой он женился 1 мая 1463 года, была внучка брата последнего византийского императора Константина XI и деспота Мореи Фомы Палеолога Милица Бранкович. После её смерти в 1464 году Леонардо решил вторым браком спасти свои владения через политический союз, и в 1477 году он женился на племяннице неаполитанского короля Фердинанда I Неаполитанского Франческе Марцано. Эффект женитьбы Леонардо оказался противоположным тому, чего он хотел. Учитывая, что Венецианская республика не хотела, чтобы неаполитанское влияние вернулось на острова Токко, брак ещё больше оттолкнул её и в мирном договоре 1479 года с османами они исключили его из подписантов, фактически оставив его единственным противником султана Мехмеда II. В итоге подписанный им мирный договор привёл к выплате ежегодной дани в 4000 дукатов и согласии дарить по 500 дукатов любому посетившему его владения османского губернатора провинции.
Вскоре после подписания мирного соглашения османский чиновник посетил Леонардо, который из-за его несовершеннолетия и недавно лишённого звания паши подарил ему набор фруктов, а не 500 дукатов. Возмущённый этим, чиновник обратился к султану, напомнив об исключении Леонардо из мирного соглашения с Венецией и его поддержке островной республики во время войны. Стремясь найти предлог для вторжения во владения Леонардо, откуда Мехмед надеялся начать вторжение в Италию, султан послал на завоевание островов флот из 29 кораблей под командованием бывшего великого визиря Гедика Ахмед-паши. Зная, что венецианцы не собираются ему помогать, Неаполь ничем не сможет помочь, а его власть ненавидят многие нелатиняне, Леонардо собрал свои ценности и бежал с острова Лефкас в свою самую сильную крепость — крепость Св. Георгия на острове Кефалиния.
Леонардо начал с недоверием относиться к гарнизону Святого Георгия. Когда османы прибыли и заметили его корабль с сокровищами, Леонардо решил бежать и вместе со своей женой, сыном Карло и братьями Джованни и Антонио сел на венецианский корабль, на котором отплыл в неаполитанский Таранто. В августе и сентябре 1479 года оставшиеся владения Токко перешли к туркам, это сопровождалось убийством чиновников, сожжением замков и уводом в рабство местного населения.

## Правление
Когда в октябре 1448 года отец умер, малолетний Леонардо наследовал все эти титулы и владения. Его резиденцией была Арта до 24 марта 1449 года, когда её захватили турки.
После этого на Балканском полуострове у него осталось только три крепости, и Токко обосновался в Ангелокастроне. Но в 1460 году и этот город захватили турки, после чего он отправился на свои островные владения.
В 1479 году была потеряна сначала Воница, затем Кефалиния, Лефкас и Закинф.
Потеряв Эпир и Ионические острова, Леонардо отплыл в Неаполитанское королевство. Он получил в лен от короля Фердинанда I несколько фьефов в Калабрии, и умер в 1495 или 1496 году.

## Семья
1 мая 1463 года Леонардо женился на дочери Лазаря Бранковича и Елены Палеолог Милице Сербской. Её предками были деспот Мореи Фома Палеолог и правительница Ахейского княжества Екатерина Дзаккария. Милица умерла при родах в 1464 году, оставив супругу единственного сына:
- Карло III Токко (1464—1518). Он стал титулярным правителем эпирской Арты и Закинфа после гибели отца[37].

В 1477 году Леонардо женился второй раз на Франческе Марцано, дочери принца Россано Мариано Марцано и незаконнорождённой дочери Альфонсо V и Леоноры Арагонской.
От этого брака у Токко родилось пять детей:
- Ипполита Токко
- Леонора Токко
- Мария Токко — жена Пьетро Таламанка
- Пьетро Токко
- Раймондина Токко — супруга Антонио Мария Пико делла Мирандола[39];

Также у Леонардо был незаконнорождённый сын Ферранте Токко (ум. 1535), служивший в 1506 году испанским послом при дворе Генриха VII. Его сын Бенет Токко был епископом Жироны в 1572—1583 годах, а также епископом Лериды с 1583 по 1585 годы.